# Sachs Franken Classic

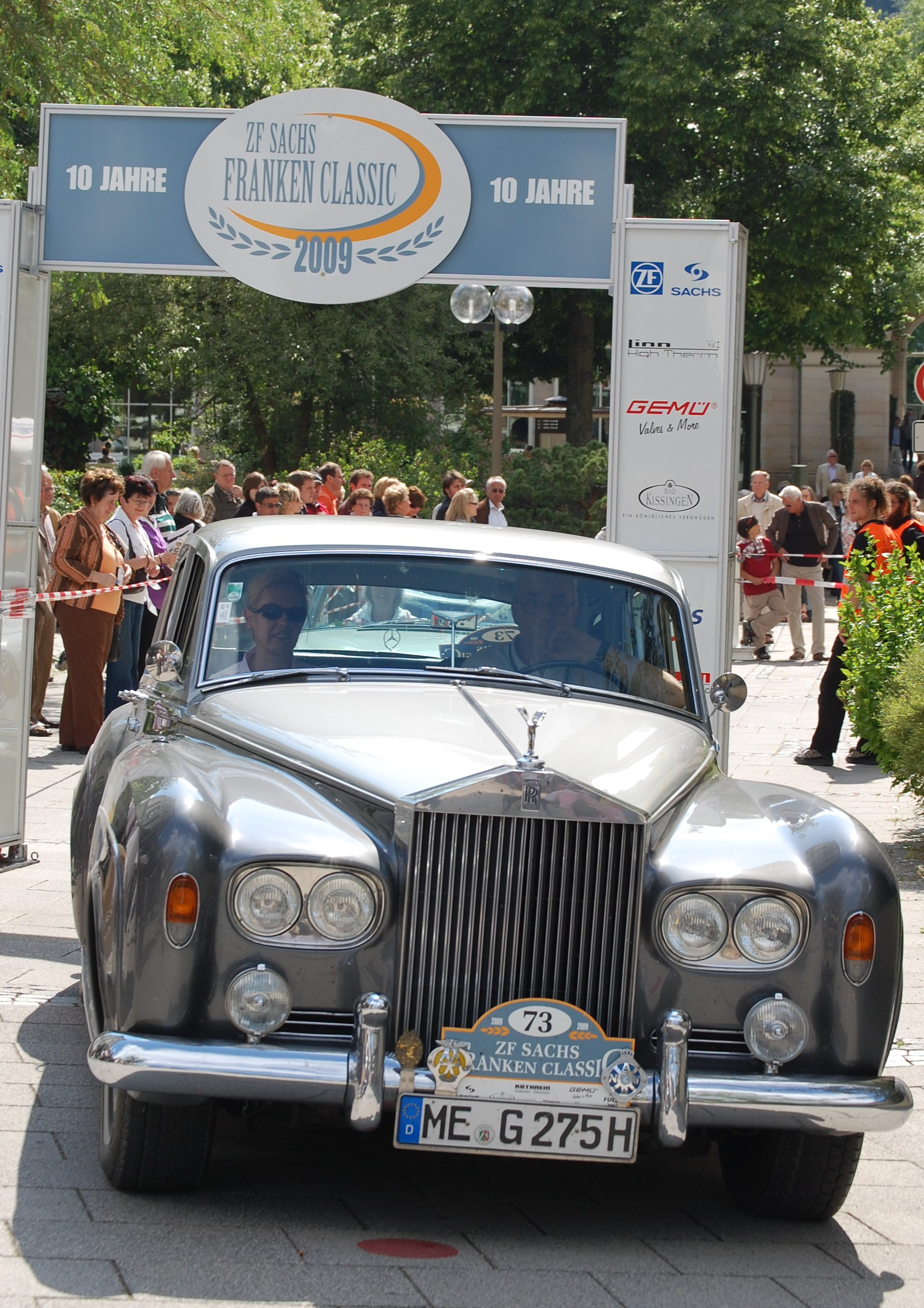
Rolls-Royce in der Zieldurchfahrt der 10. „ZF Sachs Franken Classic“

Die Sachs Franken Classic, vormals ZF Sachs Franken Classic, seit 2020 Franken Classic, ist eine internationale Oldtimer-Rallye in und um Bad Kissingen nahe Schweinfurt, mit jährlich etwa 160 teilnehmenden Fahrzeugen und Fahrern aus Deutschland, Österreich, Holland, Belgien, Spanien und der Schweiz. Benannt wurde sie nach der Fichtel & Sachs AG in Schweinfurt, die inzwischen Teil der ZF Friedrichshafen AG ist, mit der Marke Sachs.

## Geschichte
Als Nachfolger der in den Jahren 1977 bis 1992 im Rahmen der Deutschen Rallye-Meisterschaft durchgeführten Sachs-Rallye Franken veranstalten die beiden Motorsportclubs AC Karlstadt und MSC Zellingen seit Juli 2000 die neue ZF Sachs Franken Classic in Bad Kissingen. Seit 2004 findet die Rallye jeweils zu Pfingsten statt. Im Jahr 2009 gab es die Oldtimer-Rallye im Rahmen des ADAC FIVA Historic Cup und des Euro Classic Rallye Cup (ECRC) bereits zum zehnten Mal.
2019 stieg ZF als Sponsor als Folge des Wandels in der Automobilbranche aus, da seit 2016 der ZF-Standort Schweinfurt im Konzern zum Zentrum für Elektromobilität ausgebaut wird und man sich seitdem mit dem Gegenteil von Verbrennungsmotoren befasst. 
„Das Sponsoring der Oldtimerrallye war mit der Unternehmensbotschaft nicht mehr in Einklang zu bringen“, bringt Michael Lautenschlager, Leiter Communications E-Mobility von ZF, die Entscheidung auf den Punkt.

## Fahrzeuge

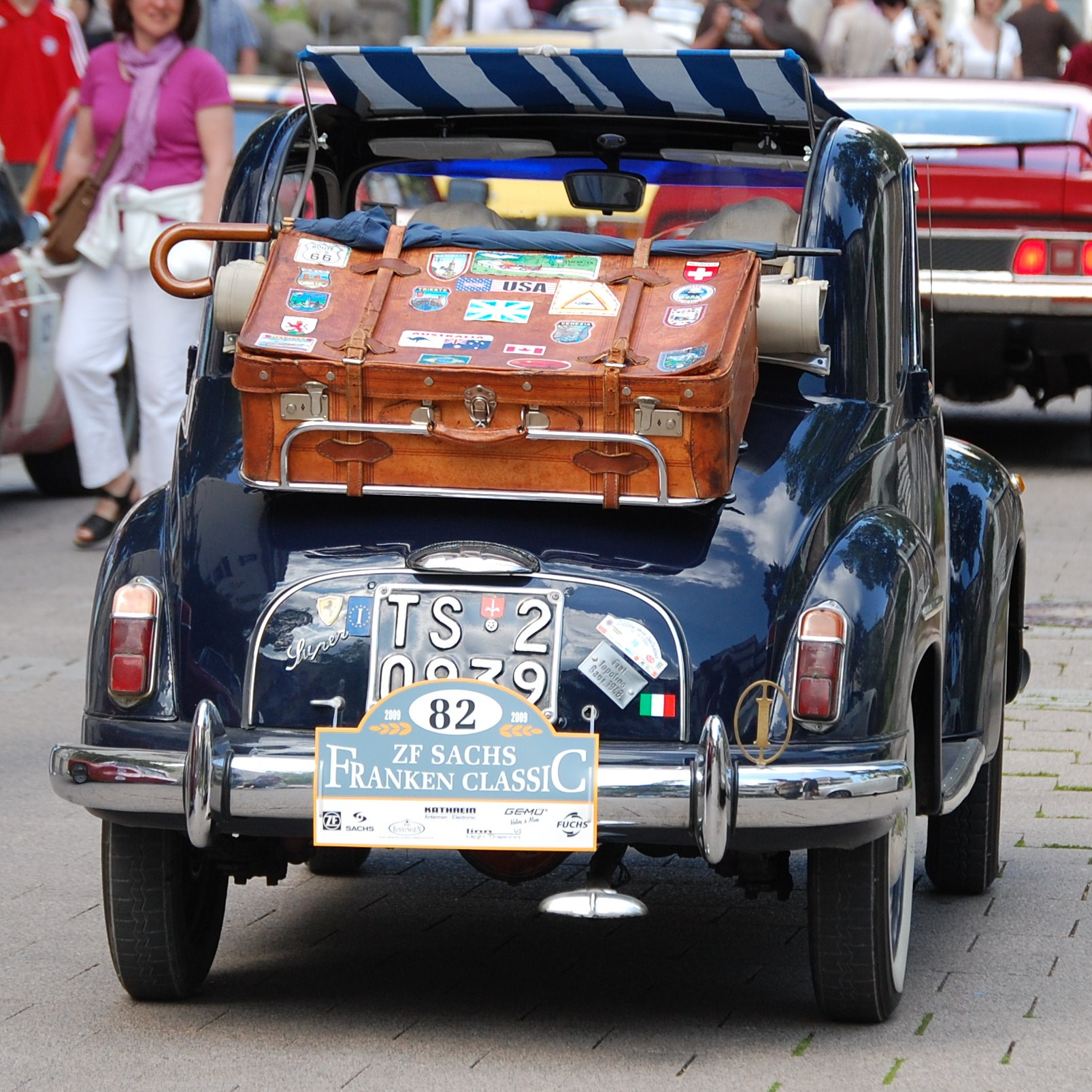
Mit Sack und Pack zur Oldtimer-Rallye (Fiat Topolino von 1948)

Zugelassen sind Fahrzeuge (Automobile), die zum Zeitpunkt der technischen Abnahme den Vorschriften der Straßenverkehrszulassungsordnung entsprechen und mindestens 30 Jahre alt sind. Die teilnehmenden Oldtimer werden in zwei Klassen eingeteilt, in Fahrzeuge bis Baujahr 1946 (Vorkriegsklasse) und Fahrzeuge ab 1947.

## Strecken und Prüfungen
Die Teilnehmer legen mit ihren Fahrzeugen an zwei Tagen auf Touren durch das Fränkische Weinland, die Rhön, den Spessart, den Steigerwald und die Haßberge etwa 550 Kilometer zurück. Auf diesen Touren müssen rund 20 Prüfungen (u. a. Stadtrundkurse und Bergprüfungen) absolviert werden. Die Veranstaltung endet immer mit dem Concours d’Elegance, in dem das schönste Fahrzeug gewählt wird.

## Wertungen
Die Rallye wird als historische Wertungsfahrt ausgetragen mit den beiden Wertungsarten Klassisch und Sport. In beiden Wertungen wird dann nochmals unterschieden zwischen Teilnehmern, die mit Elektronik fahren, und Teilnehmern, die mit einfachen Uhren (Sanduhrklasse) fahren.